# ニューヨーク・タイムズ
『ニューヨーク・タイムズ（The New York Times）』は、アメリカ合衆国ニューヨーク州ニューヨーク市に本社を置くニューヨーク・タイムズ・カンパニーが発行している高級日刊新聞紙。アメリカ合衆国内での発行部数は『USAトゥデイ』（162万部）、『ウォール・ストリート・ジャーナル』（101万部）に次いで第3位（48万部）。

## 概要
『ニューヨーク・トリビューン』紙に対する高級新聞というスタイルをとって1851年にニューヨーク市で創刊された。当初は優れた体裁が人気を集め順調に発行部数を伸ばしたが、南北戦争後に南部に対する寛大な論調が反感を呼び一時低迷した。その後20世紀に入ると世界各地に取材網を張り巡らせ、『ワシントン・ポスト』や『ウォール・ストリート・ジャーナル』と並ぶアメリカを代表する高級紙としての地位を確立した。
アメリカではしばしば The Times と略される。「times.com 」 ドメインは『ニューヨーク・タイムズ』が所持している。All The News That's Fit To Print（印刷に値するニュースはすべて掲載する）とのモットーが毎号A-1面の左上に印刷されている。
日本においては、『朝日新聞社と提携しており、東京支局を朝日新聞東京本社ビル内に設けている。また、かつては共同で英字紙『ヘラルド朝日（International Herald Tribune／The Asahi Shimbun）』を発行していた。東京支局長は、マーティン・ファクラー（Martin Fackler、2011年10月現在）。
ビリー・ジョエルは代表曲、「ニューヨークへの想い」で、ニューヨーク望郷の念を『デイリーニューズ』と『ニューヨーク・タイムズ』に込めた。

## 歴史

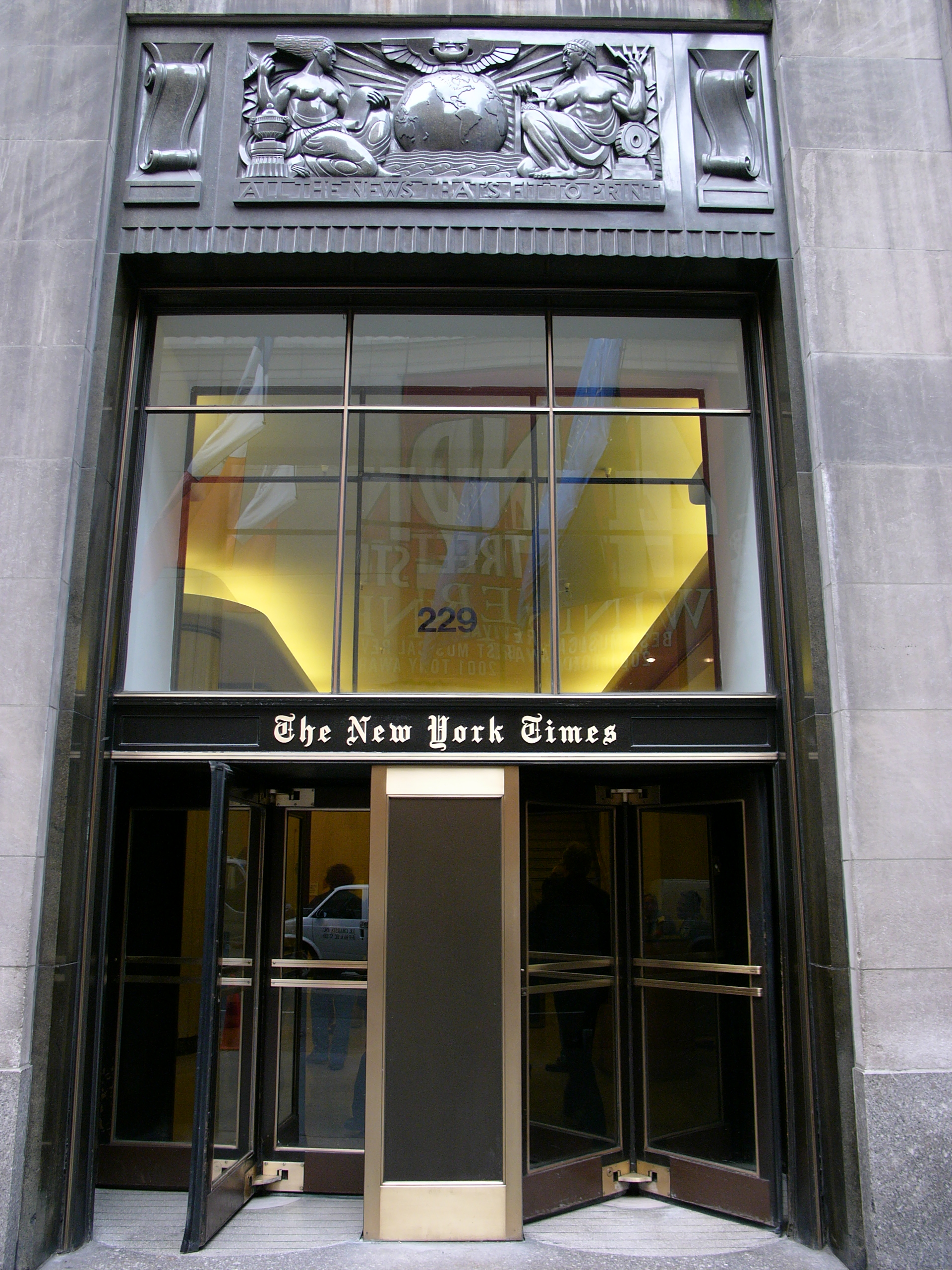
旧本社ビルの正面入り口。マンハッタン西43丁目229番地

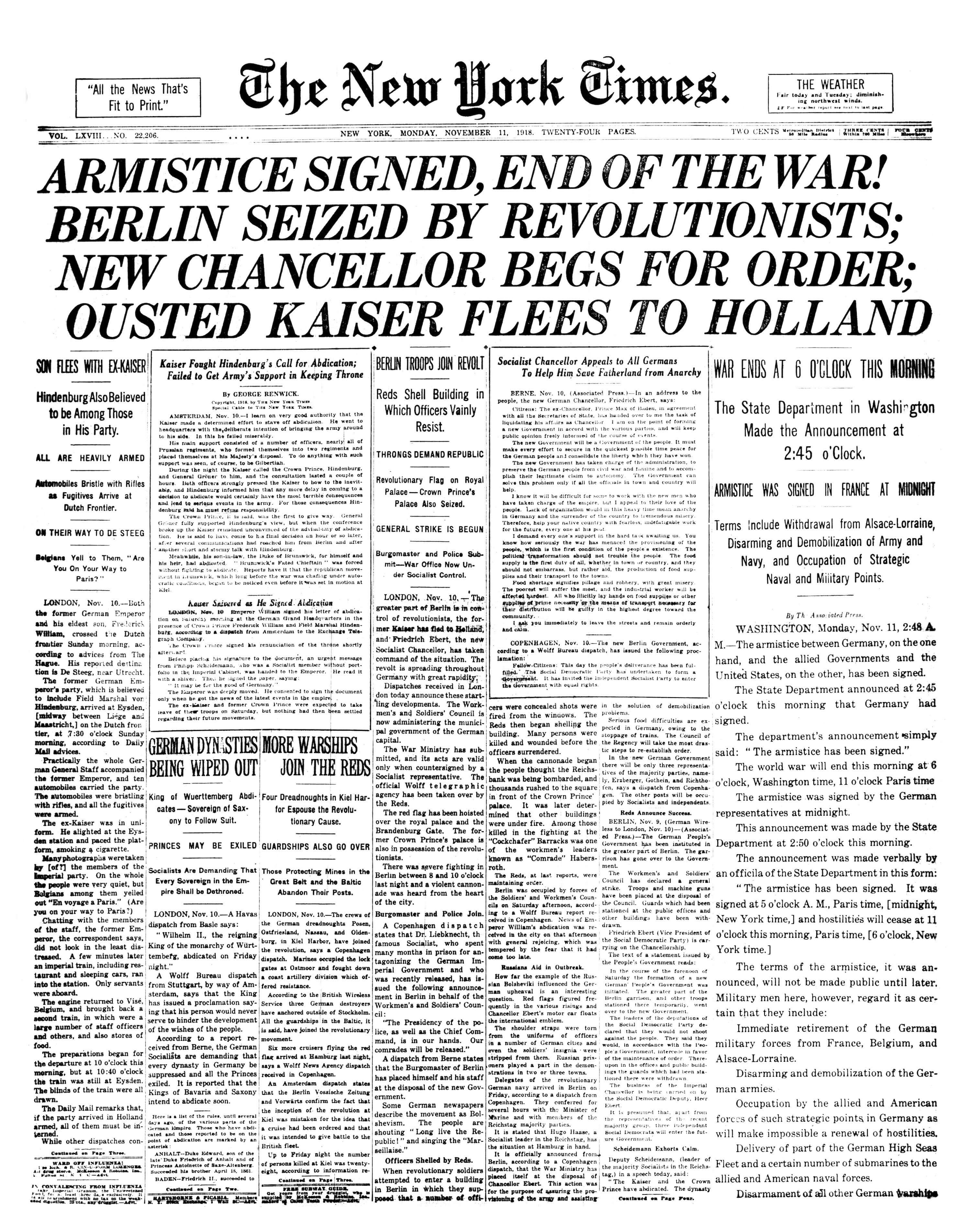
1918年11月11日付のニューヨークタイムズ紙

ニューヨーク・タイムズは1851年9月18日に、ヘンリー・ジャーヴィス・レイモンドとジョージ・ジョーンズによって、『ニューヨーク・デイリー・タイムズ』の名で創刊された。レイモンドは、AP通信の創設者でもある。この新聞は、1896年にアドルフ・オックスによって買収され、彼の指導のもとで国際、経済などの記事を強化していった。1897年には、「All The News That's Fit To Print 」というスローガンを採用したが、これは競合するニューヨーク市の新聞、『ニューヨーク・ワールド』や『ニューヨーク・ジャーナル・アメリカン』などのイエロー・ジャーナリズムに対する牽制と思われる。本社を42番通りに移した後、1904年にこの界隈はタイムズスクエアと呼ばれるようになった。9年後、同社は43番通り229番地に本社ビル、タイムズ・タワーを建設した。しかし、タイムズ・タワーは1961年に売却されている。
初期の『タイムズ』は、日刊であるものの、毎週日曜日には発行されていなかったが、南北戦争中に日曜版の発行を開始した。1918年に、第一次世界大戦に関する記事で、ピューリッツァー賞を初受賞している。翌年1919年には、ロンドンへの紙面輸送が開始された。
クロスワードパズルは1942年に特集記事として開始された。ファッションの項目は1946年の開始である。1946年からは国際版が発行されていたが、1967年にそれを停止し、『ニューヨーク・ヘラルド・トリビューン』や『ワシントン・ポスト』と共同でパリに『インターナショナル・ヘラルド・トリビューン』を創刊した。Op-edは同紙が世界で初めて1970年に掲載を始めた。1996年にはインターネット上に自社のサイトを開設した。新しい本社ビルはレンゾ・ピアノの設計による超高層ビルで、マンハッタンの8番アヴェニューと41番ストリートの交差点に建設されている。
タイムズ紙はクラシック専門のラジオ局WQXR（96.3 FM）とWQEW（1560 AM）を所有していた。WQXRはタイムズ紙よりWNYCに移行し、2008年10月8日午後8時（ニューヨーク時間）に周波数は（96.3 FM）より（105.9 FM）に変更となった。

### 現在
現在の『ニューヨーク・タイムズ』は、部数の面では2大全国紙の『USAトゥデイ』（227.8万部）、『ウォール・ストリート・ジャーナル』（206.2万部）の半分程度だが、一般紙としては『ワシントン・ポスト』と並び著名な新聞であり、地方紙でありながらも米国を代表する新聞と見なされている（米国内の日刊新聞は99パーセントが地方紙で、全国紙は『USAトゥディ』と『ウォール・ストリート・ジャーナル』だけである）。
『タイムズ』は、主に米国内の記事が選定対象になるピューリッツァー賞を90余り受賞するなど、その記事は米国内では高く評価されてきた。1971年には、ベトナム戦争に関するアメリカ国防総省の秘密資料「ペンタゴン・ペーパーズ」が掲載された。これをうけ、政府は『タイムズ』紙を機密漏洩罪で告訴したが、裁判所は報道の自由を政府の文書公開基準に優先するとの判決をくだした。この裁判は、合衆国憲法の修正第1条（言論の自由）を巡る以後の判例に、大きな影響を与えた。翌年1972年には、アフリカ系アメリカ人の梅毒感染者たちが暗密のうちに治療を拒否されていることを報告し、大きな議論を巻き起こした。最近では、2004年の仕事現場の安全性に関する記事で、ピューリツァ賞を受賞している。
重要な演説、議論などが行われた際にはその原稿を一字一句もらすことなく全て掲載することでも知られている。
ニューヨーク州には16の局を持ち、他には11の国内支局、26の海外支局を有する。2004年12月26日時点では、総発行部数はウィークデイで1,124,700部、日曜版は1,669,700部であった。
経営はニューヨーク・タイムズ・カンパニーによって行われ、アドルフ・オックスの子孫であるサルツバーガー家が株式を所有している。
2016年のドナルド・トランプの大統領就任以降、トランプ大統領の意向で政権の発表情報にアクセスすることが難しくなったことから、調査報道に力を入れ始めた。
調査報道をはじめとする権力監視のスタンスが共感を得たこともあり、2018年には電子版の契約者数が昨年比21％増を記録、経営の立て直しに一定の目処がたったことから記者を増員し編集部を1600人体制へと拡大することを発表した。
2019年10月27日までに、ホワイトハウスは全ての連邦政府機関に対しニューヨーク・タイムズの購読停止を求めたと発表した。トランプ大統領は、2016年アメリカ合衆国大統領選挙から一貫してタイムズ紙などの報道をフェイクニュースとして批判を続けてきた。
2022年1月6日、有料スポーツ専門サイトの『ジ・アスレチック』（2016年創設）を5億5千万ドル（約640億円）で買収することに合意した。2023年7月10日には、『ニューヨークタイムズ』のスポーツ部を解散し、スポーツチームや試合に関する取材や報道は、傘下のスポーツ専門サイト　　『ジ・アスレチック』に移行すると発表した。

## 報道内容について

### リベラルな論調
一般的にタイムズはリベラルな論調を持つとされる。これは政治記事と社会記事において顕著である。同性婚についても肯定的で、同性の結婚記事が異性間と差別なく掲載される。もっともアメリカでは大統領選挙などで新聞が特定候補の支持を鮮明にするなど、政治色を強く打ち出すことは許容されている。保守系メディアの『FOXニュースから近年、一貫して攻撃を受けている。
マサチューセッツ工科大学のリカルド・パグリシは2004年に "Being the New York Times: The Political Behaviour of a Newspaper" という論文を発表した。この中で彼は1946年から1994年の期間における『タイムズ』紙の取り上げた記事を調査し、『タイムズ』が民主党支持であることを統計から立証している。例えば大統領選では優先的に民主党候補を取り上げ、対立する共和党候補については小さな記事で扱う、などである。
特集項目の中の芸術関連記事（主要項目を参照）における政治的コメントについてはジャーナリズムにおけるバイアスの典型であるとの指摘もある。例として、A・O・スコットの映画評論記事は時折保守派に対する皮肉が散見され、フランク・リッチ執筆のアート関連コラムでは頻繁に芸術とは関連性の薄い保守派攻撃がなされている。
『タイムズ』の専属コラムニストにより執筆される Op-Eds については他の紙面に比べ独立性が高く政治的偏向も少ないとされる。しかしこのセクションについても政治的中立性が批判されることがある。

### ニュース、論説、広告の混同
2002年11月25日、紙面のトップ記事として "女性選手のオーガスタ参加について沈黙を続けるCBS" との記事を掲載した。この記事ではマスターズ選手権の主催者であるオーガスタ・ゴルフクラブが女性ゴルファーの参加を拒否している問題を扱い、ボイコットの支持を示唆していたが、これに対し批評家からは事実報道と論説の混同であるとの批判がよせられた。保守派ブログの主宰者ミッキー・カウスは編集長のレインズが "ニュース" という言葉の再概念化を行っていること、ここでいう "ニュース" とは個人や団体がレインズが望むような失敗をすることであろう、と批判した。
社説のページにおいてエクソンモービルの広告記事を掲載していることにも批判が存在する。紙面に掲載される編集者への手紙 " letters to the editors " を恣意的に選択しているとの批判もある。実際に、ザ・インターセプト、ネイション、DeSmogの共同調査で、タイムズは化石燃料業界の宣伝広告を掲載している大手メディアの1社であると名指しされている。タイムズの気候変動報道を担当するジャーナリストは、気候変動を引き起こし、対策を妨害した企業・業界との利益相反により、気候変動に関する報道の信頼性が低下し、読者が気候危機を軽視するようになることを懸念している。国際連合事務総長のアントニオ・グテーレスは、激化する地球温暖化を受けて、タイムズをはじめとする大手メディアに化石燃料業界の広告掲載（グリーンウォッシングへの協力）をやめるよう警告している。

### 『タイムズ』自身によるバイアスの調査
2004年の夏、上記のような批判に対してパブリック・エディターであるダニエル・オクレント執筆の調査記事が掲載された。彼は『タイムズ』紙が幾つかの項目においてリベラル支持のバイアスを有していることは確かであるとし、例としてゲイカップルの結婚問題をあげた。彼はこのバイアスがニューヨークの新聞としてのコスモポリタニズムに起因しているとしている。
オクレントは経済、政治、外交問題、市民権などに関する記事については言及を避けている。ただ彼はイラク戦争の問題に関してブッシュ政権批判が不足していたとしている。

### イラク大量破壊兵器報道問題
2002年9月8日、ジュディス・ミラー記者による記事で「イラクが過去1 - 2年にウラン濃縮技術に必要なアルミニウム管数千本を入手しようとしていた」という政府関係者からの情報を掲載した。その日チェイニー副大統領はTVでのインタビューで「これは今朝の『ニューヨーク・タイムズ』にも載っていた確実な情報だ」と述べ、フセイン大統領の核開発疑惑を訴え、イラク戦争への世論誘導に利用した。後に捏造であると判明するこの情報を流したのは、他ならぬチェイニー副大統領のスタッフ（リビー副大統領首席補佐官）だった。チェイニー副大統領の自作自演である可能性が高かったが、ジュディス・ミラーと『ニューヨーク・タイムズ』は情報源秘匿の原則に従って、この事実をイラク開戦後もずっと隠蔽していたため「ブッシュ政権の情報操作に加担した」と厳しい批判を受けた。
2004年5月26日、同紙はイラクで大量破壊兵器が発見されなかったことを受け、イラク開戦前の記事に誤りがあったと自己批判をする編集者の記事を掲載した。誤りがあったとされるのは、上記の記事のほかに2001年10月26日付の、イラク国内にテロリスト訓練所と生物兵器製造所があるとする記事と、同年12月20日付の、バグダッドの病院地下に大量破壊兵器の保管施設が存在するというイラク亡命者の話を伝えた記事など数本。同紙は「記事は正確ではなく、あってはならないものが幾つもあった」としたうえ、その後の取材で間違いが分かった記事も修正しなかったという。
5月30日には社外審査役（オンブズマン）による、過去の記事の検証と誤りを指摘する記事を掲載した。同年10月3日には、イラクの核疑惑に関する特集記事を掲載し、その中で米政府の組織的な情報操作があったことを指摘し、ブッシュ政権の責任を厳しく追及した。

### 日本関連の記事
『ニューズウィーク』誌は、『ニューヨーク・タイムズ』の報道姿勢について「同紙が日本関連の記事を書くときは、いつも好意的に書かないのに決まっている」と評する。また東日本大震災における『ニューヨーク・タイムズ』の報道を賞賛する一方で、「かつて日本に関してステレオタイプな記事を掲載し続けた」と指摘している。北朝鮮による日本人拉致問題では、社説において拉致問題は解決済みとする立場を表明したことがある。
- 1998年にはニューヨーク在住の女性を中心とする日本人7人が、同紙のこれまでの日本関連記事から最も誤解の酷い10の記事を選んで検証・批判した『笑われる日本人 -- ニューヨーク・タイムズが描く不可思議な日本』を日米同時に自費出版し[15]、「米国メディアの日本報道に見る誤解」と題するパネルディスカッションを上野千鶴子らを招いて開催した。上野は「米国が捏造する日本」、「米国だけが世界だなんて狭すぎる」と厳しく批判した[16]。また、同著の編集長である大竹秀子は『AERA』の取材にて「どの記事も、色眼鏡を通して日本を見ていることが問題だ。全体像を見せることなく、センセーショナルな見せ物的報道をばらばらに報道されると、それが積み重なって『日本ってヘンな国だ』という認識が出来上がり、ステレオタイプを助長してしまう」と同紙の報道姿勢を厳しく批判している[17]。
- 2006年12月 「北朝鮮による日本人拉致問題について、本来の拉致問題解決に焦点を絞らず、北朝鮮・中国に対する日本国民の嫌悪感をあおり、そうした世論を憲法改正問題などの政治的問題にも利用しようとしている」とする記事を掲載。後日、日本政府はこの報道を問題視し、中山恭子・首相補佐官（拉致問題担当）の反論文を同紙と、同紙の姉妹紙インターナショナル・ヘラルド・トリビューンに投稿。後者へは26日付で掲載されたが、同紙には掲載されなかった。
- 2007年3月には安倍晋三首相(当時)の強制連行否定発言を受け、安倍晋三を「国家主義者」と呼び、日本政府の対応を批判する従軍慰安婦特集記事を一面に掲載した。[要出典]
- 2008年、麻生太郎首相就任の2日後に「好戦的な民族主義者」と社説で主張した。これに対し日本政府は同紙に対し公式な反論文を送付し[18]、10月5日付けで掲載された。
- 2009年8月に、鳩山由紀夫民主党代表（当時）がPHP研究所発行の『Voice』に寄稿した論文を無許可で転載しただけでなく、内容を改変・削除し、鳩山代表が「反米主義者」であるとの印象を米国政府に与えた。また、同紙は過去にも、ジェイソン・ブレア記者による記事捏造・盗作がスキャンダルとなっている（注：この件は全くの別件で、ジェイソン・ブレアの事件は社内で詳細な調査を行った）。
- 2010年8月29日、2009年に京都朝鮮第一初級学校が公園を不法占拠しているとして、在日特権を許さない市民の会が抗議行動を行ったことを紹介し「日本社会の下層の青年たちは、自らの生活に対して失望、落胆した感情をインターネットなどを通じて外国人への排斥につなげている。そして、こうした日本人はネット右翼とも呼ばれる」とした。また、ネット右翼の日本人の多くは若い男性で、給与額の低い仕事に従事しているとした上で、根拠を示すことなく「9,000人の組織化された会員がネット上で時間や場所を決めたうえで、外国人に向けたデモ活動や、キリスト教に対する排斥運動を行っている」と掲載した[19][20]。
- 2010年10月17日、「日本ほど急激に経済的な繁栄が逆転した国は歴史的にも珍しい」とし、日本人の苦しい生活の様子を紹介した。これに対し、在ニューヨーク日本総領事館は「記事は日本の社会経済状況を過度に単純化したもので、木を見て森を見ないものだ」とし「外交政策や若者たちの活力をみれば、日本が引き続き世界で指導力を発揮していることは明らかだ」と反論した文が、11月1日の電子版に掲載された[21]。
- 2011年3月25日、津波の被害を受けた宮城県石巻市鮎川浜の捕鯨産業の被害に焦点を当て「津波が、これまで欧米の環境保護団体の抗議・妨害活動でもおよばなかった日本の捕鯨産業の支柱を倒してしまった」と津波被害の深刻さと現地の悲しみを報じた。一方、在ニューヨーク日本総領事館は同日「津波が捕鯨産業の終えんに『成功』したとの報じ方をするのはあまりに冷酷だ」として同紙に抗議した[22][23]。
- 2011年3月11日の東日本大震災直後から現地入りし、地震、津波被害の状況を伝えた。また、原子力事故の記事では、日本の報道に先駆けてメルトダウンについて報じた。日本から撤退する外国メディアが多い中で、精力的に取材する姿勢はニューズウィーク誌からの賞賛を受けた。独自の調査報道により「国土を破壊し、原子力事故を引き起こした津波、地震後、日本政府が隠蔽した一連の深刻な失敗を力強く調査したことにより（ピューリッツァ賞ウェブサイトより）」、2012年ピューリッツア賞のファイナリスト（次点）にノミネートされた。また、調査記事チームとして、米国海外報道クラブ（英語版））のハル・ボイル賞（Hal Boyle Award）の次点（Citation for Excellence）[24]、またアジア出版協会から調査報道として最優秀賞を受賞した。そのほか、2011年のエネルギー関連報道で世界エネルギー賞の最優秀賞を獲得した。
- 2013年4月26日、猪瀬直樹東京都知事による『（2020年の夏期五輪招致のライバルである）イスタンブール批判』を田淵広子記者とケン・ベルソン記者がスクープし話題となった[25]。これについて猪瀬は謝罪[26]をしたが、同時に「質問者に一定の誘導があった」との主張もしている[27]。田淵記者は橋下徹の慰安婦に関する発言についても「日本の男の品格は最低である」という趣旨の記事を書いている[28]。
- 2019年5月5日、「New Emperor, Old Throne」と題し、皇后が低い地位に置かれている日本の皇室制度を揶揄する風刺画を掲載し、日本側から抗議の声も上がった[29]。

### イギリス関連の記事
- イギリスのメーガン妃が英王室から離脱したことに関し、メーガン妃を強く擁護し、イギリスにおける人種差別と女性差別を批判的に取り上げている[30]。この話題に関し、イギリスのメディア関係者であるピアーズ・モーガンは「どう考えても恥知らずなコラム」と一蹴している[31]。

### 医療・保健関連の記事
- 長年にわたる病気およびヒトの健康についての、持続的かつ網羅的な質の高い報道が評価され、2000年にメアリー・ウッダード・ラスカー公益事業賞を受賞した。

### 中国関連の記事
『ガーディアン』は2018年、『ニューヨーク・タイムズ』が『毎日新聞』や『デイリー・テレグラフ』などとともに、中国政府系の英字新聞『チャイナデイリー』が制作した小冊子「チャイナウォッチ」を折込広告として頒布していることを報じた。『ガーディアン』はその折込の見出しを引用して「古典的なプロパガンダ手法」と批判し、有名新聞に折り込むことで信憑性を借り受けようとしている可能性があると指摘している。。
2020年に『ニューヨーク・タイムズ』はこの批判を受けて「『チャイナデイリー』を含む、問題ある国営メディアからの広告を受け付けない」ことを決定した。

## 外れた予想や誤報
- 1920年の社説にロバート・ゴダードの研究を批判し、宇宙空間を飛行するロケットなど存在し得ないとした。

"スミソニアン財団の援助のもと、クラーク大学で研究をおこなっているゴダード教授には作用反作用の法則が理解できていないと見られる。
- 1969年にアポロ11号が月面に着陸する直前に同紙は訂正記事を発表している。

"科学調査と実験の双方から、17世紀にアイザック・ニュートンが発見した物理法則の有効性が実証されつつある。そして今日ロケットが大気中と同様に宇宙空間でも飛行できることは周知の事実となった。当紙は過去のミスを認める。"
- イラク大量破壊兵器報道問題。
- 2000年1月1日に同紙は「昨日までの発行号数は間違いだった」とする異例の訂正を発表。

"当時の同紙記事によると1898年2月、14499号の翌日を誤って15000として以来、102年にわたって実際より500多い数字が毎日一面に掲載されてきた。"
- 2008年12月23日、同紙は22日付紙面に掲載したドラノエ・パリ市長の投書が偽物だったことがわかり、検証なしに掲載したことを認め、訂正と謝罪をした。

"パリ市長のものとして掲載された手紙は、ヒラリー・クリントン上院議員の国務長官就任に伴う後継者に名前が挙がっている故ケネディ大統領の長女キャロラインについて「後継の資格がない」「控えめに言っても驚きであり、あまり民主的ではない」と批判していた。"
これまでに何人かの訃報記事をその死に先立って掲載したことがある。
- ウィリアム・ベーア （ニューヨーク大学教授） - 学生のいたずらにより1942年に記事掲載
- アラン・アベル(en) - アベル自身の巧妙ないたずらにより1980年に記事掲載
- キャスリン・サーガヴァ（バレエ・ダンサー） - デイリー・テレグラフによる記事をうけて2003年に掲載

## 主要項目
紙面は3つの主要項目により構成されている。
1. ニュース News国際、国内、ワシントンの政治、ビジネス、テクノロジー、サイエンス、健康、スポーツ、ニューヨーク地区、教育、天気、訃報および訂正記事（常設）で構成される。
2. 論説 Opinion社説 Editorials , Op-Ed、および読者からの投稿 Letters to the Editor で構成される。
3. 特集 Features芸術、書籍、映画、演劇、旅行、ニューヨークガイド、レストラン・ワイン、家庭とガーデニング、ファッション、クロスワード・ゲーム、カートゥーン、雑誌、週のまとめで構成される。

### スタイル
紙面および記事の構成に関しては、一貫して同じスタイルをとっている。人名に言及する際には、通常の名字で呼ぶのではなくその役職、称号を用いる。見出しは語数が多く、重要な記事では副見出しが付される。『USAトゥデイ』により始められた紙面のカラー化が進んだ際にもモノクロにこだわっていた。紙面におけるトップ記事は一面の上部右側に掲載される。

### インターネット版
Web版は1995年に開始された。ニュースサイトの中でも最も利用者が多いサイトの一つである。米国の新聞では、Web版でも『USAトゥデイ』『ウォールストリート・ジャーナル』に次ぎ3位である。
2007年9月17日、ページビューが増大したことにより、Webサイトの有料部分での購読料金による収入が、トラフィックに伴って増大したサイトの無料部分からの広告収入に見合わなくなったため、課金を取りやめると発表し、翌日の深夜から実施した。サイト全体を全読者へ解放したのに加え、それまで最新1週間分を除いて有料だったニュース記事のうち1987年から現在までのものすべてと、米国法の下でパブリックドメインにある1851年から1922年までの全記事を無料化した。

### マガジン
本紙日曜版の別冊（二部紙）として、『ニューヨーク・タイムズ・マガジン』が発行されている。マガジンは1896年の創刊で、本紙に掲載しきれない長文の記事や、カラー写真を大きく掲載したフォト・ルポルタージュ（報道写真）で知られる。2007年1月現在、発行部数は約168万部。

### ブックレビュー
紙面の特集項目に存在する刊行書籍の書評を、高く評価する人がいる。この書評での取り上げられ方によって、売り上げが左右されると言う人もいる。同時に掲載されるベストセラー・リストも、アメリカの読書会における代表的なリストとして知られている。執筆者の1人としてミチコ・カクタニがおり、ピューリツァー賞の批評部門で受賞するなどその書評は高く評価されているが、極めて辛口な記事を書くため批判を受ける事も多い。

### テレビ・ラジオ番組表
1939年5月18日から初めて紙面上にてテレビ・ラジオ番組表の掲載を開始。近年は全国版での掲載は廃止したが、ニューヨーク市内版には引き続きテレビ欄とそれに関連したコラム（「What’s on TV」）を掲載していた。
Netflixなどといったオンデマンド配信サービスの普及により、「番組表という形式が人々のテレビ視聴スタイルに合わなくなってしまった」として、2020年8月31日発行分をもって、番組表の掲載を終了した。なお、番組関連のコラムやストリーミング作品の紹介など、テレビに関する記事の執筆や掲載は継続するとしている。

## 経営者および記者など

### 発行人
- アドルフ・オックス（1896年 - 1935年）
- アーサー・ヘイズ・サルツバーガー（1935年 - 1961年） - アドルフ・オックスの女壻
- オービル・ドライフース（1961年 - 1963年） - アーサー・ヘイズ・サルツバーガーの女壻
- アーサー・オックス・"パンチ"・サルツバーガー（1963年 - 1992年） - アーサー・ヘイズ・サルツバーガーの息子
- アーサー・オックス・サルツバーガー・ジュニア（1992年 - 2017年） - パンチ・サルツバーガーの息子
- A・G・サルツバーガー（2018年 - ） - アーサー・オックス・サルツバーガー・ジュニアの息子

### 編集長
- ターナー・カトリッジ （1964年 - 1968年）
- ジェームズ・レストン （1968年 - 1969年）
- 〈空席〉 （1969年 - 1976年）
- エイブ・ローゼンタール（1977年 - 1986年）
- マックス・フランケル（1986年 - 1994年）
- ジョセフ・リリヴェルド（1994年 - 2001年）
- ホゥエル・レインズ（2001年 - 2003年）
- ビル・ケラー（2003年 - ）

### 現在活躍する記者・コラムニスト
- ノリミツ・オオニシ
- ニコラス・クリストフ
- トマス・L・フリードマン
- ポール・クルーグマン
- デイヴィッド・ブルックス
- ウィリアム・サファイア
- モーリーン・ダウド
- ジョン・ティーニー
- ボブ・ハーバート
- フランク・リッヒ
- ジョナサン・ソーブル（2015年4月から東京支局長）

### 過去に在籍した著名な記者・コラムニスト
- ヘンリー・スコット・ストークス - 元東京支局長。フィナンシャルタイムズ初代東京支局長。三島由紀夫伝等著書あり。タレントハリー杉山の父
- マーティン・ファクラー - 元東京支局長。財団法人日本再建イニシアティブ主任研究員兼ジャーナリスト・イン・レジデンス
- 上杉隆 - 元東京支局記者（契約の正式名称はリサーチアシスタント。署名記事を書いたことはない[39]）。その後フリージャーナリストに転身。
- ロバート・バーン - 1972年から2006年まで週3回チェスのコラムを執筆した。
- ジェイソン・ブレア - 執筆した記事のうち約40本で捏造、盗作が発覚し、退職した。
- デイヴィッド・ハルバースタム
- フランシス・チャーチ
- ニール・シーハン
- ジュディス・ミラー
- ピーター・シェルダール